# Surface réfléchissante
 (février 2023).
La mise en forme du texte ne suit pas les recommandations de Wikipédia : il faut le « wikifier ».
Les points d'amélioration suivants sont les cas les plus fréquents. Le détail des points à revoir est peut-être précisé sur la page de discussion.
- Les titres sont pré-formatés par le logiciel. Ils ne sont ni en capitales, ni en gras.
- Le texte ne doit pas être écrit en capitales (les noms de famille non plus), ni en gras, ni en italique, ni en « petit »…
- Le gras n'est utilisé que pour surligner le titre de l'article dans l'introduction, une seule fois.
- L'italique est rarement utilisé : mots en langue étrangère, titres d'œuvres, noms de bateaux, etc.
- Les citations ne sont pas en italique mais en corps de texte normal. Elles sont entourées par des guillemets français : « et ».
- Les listes à puces sont à éviter, des paragraphes rédigés étant largement préférés. Les tableaux sont à réserver à la présentation de données structurées (résultats, etc.).
- Les appels de note de bas de page (petits chiffres en exposant, introduits par l'outil «  Source ») sont à placer entre la fin de phrase et le point final[comme ça].
- Les liens internes (vers d'autres articles de Wikipédia) sont à choisir avec parcimonie. Créez des liens vers des articles approfondissant le sujet. Les termes génériques sans rapport avec le sujet sont à éviter, ainsi que les répétitions de liens vers un même terme.
- Les liens externes sont à placer uniquement dans une section « Liens externes », à la fin de l'article. Ces liens sont à choisir avec parcimonie suivant les règles définies. Si un lien sert de source à l'article, son insertion dans le texte est à faire par les notes de bas de page.
- La présentation des références doit suivre les conventions bibliographiques. Il est recommandé d'utiliser les modèles {{Ouvrage}}, {{Chapitre}}, {{Article}}, {{Lien web}} et/ou {{Bibliographie}}. Le mode d'édition visuel peut mettre en forme automatiquement les références.
- Insérer une infobox (cadre d'informations à droite) n'est pas obligatoire pour parachever la mise en page.

Pour une aide détaillée, merci de consulter Aide:Wikification.
Si vous pensez que ces points ont été résolus, vous pouvez retirer ce bandeau et améliorer la mise en forme d'un autre article.
Les surfaces réfléchissantes sont des procédés qui tendent à maximiser le rayonnement solaire pour améliorer l'albédo de la Terre (la capacité à réfléchir les longueurs d'onde visibles, infrarouges et ultraviolets du soleil, réduisant le transfert de chaleur vers la surface). Le GIEC inclut dans ces méthodes "le blanchiment des toits, les changements dans la gestion de l'utilisation des terres (par exemple, l'agriculture sans labour ), le changement de l'albédo à plus grande échelle (couvrant les glaciers ou les déserts avec des feuilles réfléchissantes et les changements dans l'albédo des océans)".
Les types de surface réfléchissante les plus connus sont les peintures réfléchissantes pour toit aussi appelées « cool roof ». Alors que les peintures réflectives sont principalement associées au blanc, elles sont disponibles dans différentes couleurs et à la fois destinées aux bâtiments commerciaux et résidentiels.

## Méthode
En tant que méthode pour lutter contre le réchauffement climatique, le rapport 2018 du GIEC indiquait le potentiel de réduction de la température mondiale comme "faible", mais reconnaissait des changements de température de 1 à 3°C à l'échelle locale. L'application limitée de surfaces réfléchissantes peut atténuer l'effet d'îlot de chaleur urbain.
Les surfaces réfléchissantes sont utilisées pour augmenter l'albédo des zones agricoles et urbaines. A noter qu'un changement d'albédo d'une échelle de 0,04 à 0,1 dans les zones urbaines et agricoles pourrait potentiellement réduire les températures mondiales de 1,0 ° C.
L'approche des surfaces réfléchissantes est similaire à celle du refroidissement radiatif étant donné qu'elles se concentre la réflectivité des corps et sur le rayonnement thermique.

## Types de surfaces réfléchissantes

### Les peintures réflectives aussi dites "cool roof"

#### Avantages
Les toits réflectifs peuvent offrir des avantages immédiats et à long terme, notamment :
- Jusqu'à 15 % d'économies sur la consommation annuelle d'énergie de climatisation pour un bâtiment à un étage[2] ;
- Aide à atténuer l'effet d'îlot de chaleur urbain[5] ;
- Réduction de la pollution de l'air et des émissions de gaz à effet de serre, ainsi qu'une compensation significative de l'impact sur le réchauffement des émissions de gaz à effet de serre[6].

Les toits réflectifs permettent de réaliser des économies d'énergie sur le refroidissement pendant l'été. Sous certains climats, ils peuvent aussi augmenter le besoin de chauffage pendant les hivers froids. Par conséquent, le niveau d'économie d'énergie nette engendrée par les toits réflectifs varie en fonction du climat. Une étude d'efficacité énergétique de 2010 examinant ce problème pour les bâtiments commerciaux climatisés aux États-Unis précise que les économies de refroidissement en été l'emportent généralement sur la pénalité de chauffage en hiver, y compris sous les climats froids près de la frontière canado-américaine, ce qui permet des économies à la fois sur l'électricité et les émissions. Sans un programme d'entretien approprié pour garder le revêtement propre, les économies d'énergie des toits réflectifs peuvent diminuer avec le temps en raison de la dégradation de l'albédo due à l'encrassement.
La chaleur et la lumière affectent directement la durabilité et la dégradation des revêtements d'étanchéité. L'exposition aux rayons solaires peut provoquer au niveau de la toiture de grandes variations de température, saisonnières et quotidiennes, qui sont préjudiciables à la longévité des membranes d'étanchéité présentes en toiture. Les supports réfléchissantes permettent une réduction des extrêmes de température et réduisent la dégradation des membranes. Couvrir les membranes d'étanchéité avec des matériaux qui réfléchissent les rayons ultraviolets et infrarouges réduit les dommages causés par la dégradation des UV et de la chaleur. Les surfaces blanches réfléchissent plus de la moitié du rayonnement qu'elles reçoivent, tandis que les surfaces noires en absorbent la quasi-totalité. Des membranes de toiture à revêtement blanc, les peintures réflectives blanches, ou une couverture de gravier blanc sembleraient être la meilleure approche pour contrôler ces problèmes lorsque les membranes doivent être laissées exposées au rayonnement solaire.
Si tous les toits plats étaient blanchis, la réflectivité globale de la Terre augmenterait de 10 % et compenserait l'effet de réchauffement de 24 gigatonnes d'émissions de gaz à effet de serre, soit  l'équivalent sur 20 ans de 300 millions de voitures en moins en circulation. Un toit de 93m² repeint en blanc compense 10 tonnes de dioxyde de carbone au cours de sa durée de vie de 20 ans. Dans une étude de cas réelle menée en 2008 sur une augmentation de réflectivité à grande échelle dans la province d'Almeria, dans le sud de l'Espagne, il a été perçu un refroidissement de 1.6 °C (2,9 °F) sur une période de 20 ans par rapport aux régions environnantes, à la suite de l'installation de serres recouvertes de polyéthylène sur une vaste zone qui était auparavant un désert ouvert. Dans cette région, les agriculteurs blanchissent leurs toits l'été pour rafraîchir leurs plantes.
Un toit blanc réfléchit la lumière du soleil et la renvoie vers l'atmosphère puis l'espace quand au contraire, un toit sombre, absorbe la majeure partie de la lumière sous forme de chaleur. Elle est ensuite retransmise par le toit sous des longueurs d'onde plus longues, qui sont elles absorbées par l'atmosphère. (Les gaz de l'atmosphère qui absorbent le plus ces grandes longueurs d'onde ont été appelés "gaz à effet de serre"). Les résultats d'une étude menée par Syed Ahmad Farhan et al. de Universiti Teknologi PETRONAS et Universiti Teknologi MARA en 2021, portant sur le climat chaud et humide de la Malaisie, suggèrent que la sélection de tuiles blanches réduit considérablement les pics de transfert de chaleur par conduction et la température de surface du toit ainsi comme les valeurs du transfert de chaleur par conduction et de la température de surface du toit tout au long des profils diurnes. Au contraire, les résultats révèlent qu'elle n'influence pas les profils nocturnes, car un dégagement de chaleur vers le ciel a lieu tout au long de la nuit. Le dégagement de chaleur du bâtiment se produit en raison de l'absence de rayonnement solaire, ce qui réduit la température du ciel et permet au ciel d'agir comme un puits de chaleur qui favorise le transfert de chaleur du bâtiment vers le ciel pour atteindre l'équilibre thermique.
Des chercheurs de l'Université Concordia (étude de 2012) ont conduit des études similaires à celles de Stanford (par exemple, les réponses des nuages) et ont estimé que le déploiement mondial de toits et de trottoirs réflectif dans les villes générerait un effet de refroidissement global équivalent à une compensation allant jusqu'à 150 gigatonnes d'émissions de dioxyde de carbone – assez pour retirer toutes les voitures du monde de la circulation pendant 50 ans,.

#### Les types

##### Revêtements et étanchéités blancs
Les membranes d'étanchéités thermoplastiques blanches (PVC et TPO) sont intrinsèquement réfléchissantes, avec des mesures de réflectance et d'émittance parmi les plus élevées au sein des revêtements d'étanchéité. Un toit en thermoplastique blanc, par exemple, peut réfléchir 80 % ou plus des rayons du soleil et émettre au moins 70 % du rayonnement solaire absorbé par le toit. Un toit en bitume ne réfléchit qu'entre 6 et 26 % du rayonnement solaire.
En plus de ces membranes, il existe également des recherches sur les bardeaux d'asphalte. Ils constituent la majorité du marché nord-américain des toitures résidentielles, et les préférences des consommateurs se portent sur des couleurs plus foncées qui font de la création de bardeaux réfléchissants solaires un défi particulier (les bardeaux d'asphalte ont des réflectances solaires de seulement 4 % à 26 %). Lorsque ces toits sont conçus pour refléter une quantité accrue de rayonnement solaire, l'effet d'îlot de chaleur urbain peut être réduit grâce à la réduction des besoins de refroidissement en été. Pour satisfaire les demandes des consommateurs pour des couleurs plus foncées qui reflètent encore des quantités importantes de lumière solaire, différents matériaux, procédés de revêtement et pigments sont utilisés. Étant donné que seulement 43 % de la lumière se produit dans le spectre de la lumière visible, la réflectance peut être améliorée sans affecter la couleur en augmentant la réflectance de la lumière UV et IR. Une rugosité de surface élevée peut également contribuer aux faibles réflectances solaires des bardeaux d'asphalte, car ces bardeaux sont constitués de nombreux petits granules approximativement sphériques qui ont une rugosité de surface élevée. Pour réduire cela, d'autres matériaux de granulés sont à l'étude, tels que des flocons de roche plats. Une autre alternative consiste à enrober les granulés dans un procédé à double couche : le revêtement extérieur peu réfléchissant aurait le pigment de couleur souhaité et le revêtement intérieur est un revêtement de dioxyde de titane, lui hautement réfléchissant.
Les gravier blanc naturel utilisés en recouvrement peuvent être considéré comme une option alternative pour obtenir une toiture fraîche et des trottoirs frais.
L'acier inoxydable est le revêtement le plus réflectif avec l'indice SRI le plus élevé. Ils sont à quelques degrés au-dessus de la température ambiante dans des conditions de vent moyen. Leurs SRI vont de 100 à 115. Certains sont également hydrophobes, ils restent donc très propres et conservent leur SRI d'origine même dans des environnements pollués.

##### Toits enduits
Un toit existant (ou nouveau) peut être rendu réfléchissant en appliquant un revêtement réfléchissant solaire sur sa surface.

##### Toits bleus et rouges
Des chercheurs du Laboratoire national Lawrence-Berkeley ont déterminé que le pigment «  bleu égyptien » utilisé en Egypte ancienne absorbe la lumière visible et émet de la lumière dans le proche infrarouge. Une découverte qui peut s'avérer utile pour le développement de matériaux de construction pour garder les toits et les murs frais,,.
Les mêmes chercheurs ont également développé des revêtements rouges rubis fluorescents avec des propriétés réfléchissantes similaires aux toits blancs,.

##### Toitures végétalisées
Les toitures végétales ou toitures végétalisées sont également mentionnés par le GIEC fournissent une couche de masse thermique qui aide à réduire le flux de chaleur dans un bâtiment. La réflexion solaire de ces toits varie selon les types de plantes (généralement 0,3 à 0,5). Les toits végétalisés peuvent ne pas refléter autant qu'un toit réflectif, mais ils ont d'autres avantages tels que l'évapotranspiration qui refroidit les plantes et la zone immédiate autour des plantes, aidant à abaisser les températures du toit mais augmentant l'humidité, naturellement. De plus, certains toits végétalisés nécessitent un entretien tel qu'un arrosage régulier.

#### Inconvénients
Une étude de 2011 réalisée par des chercheurs de l'Université Stanford a suggéré que bien que les toits réfléchissants diminuent les températures dans les bâtiments et atténuent «l'effet d'îlot de chaleur urbain », ils peuvent en fait augmenter la température globale,. A noter que cette étude ne prenait pas compte de la réduction des émissions de gaz à effet de serre résultant de la diminution des consommations d'énergie du bâtiment (économies annuelles d'énergie de refroidissement moins pénalité annuelle d'énergie de chauffage) associée aux toits réflectifs. Cependant, cela ne s'applique qu'aux régions aux les températures hivernales basses - et non aux climats tropicaux. De plus, il est peu probable que les maisons situées dans des régions à fort enneigement hivernal reçoivent beaucoup plus de chaleur des toits plus sombres, car elles seront couvertes de neige pendant la majeure partie de l'hiver. Un document de réponse intitulé "Cool Roofs and Global Cooling", par des chercheurs du Heat Island Group du Lawrence Berkeley National Laboratory, a soulevé des inquiétudes supplémentaires quant à la validité de ces résultats, citant l'incertitude reconnue par les auteurs, des résultats numériques statistiquement insignifiants et une insuffisance granularité dans l'analyse des contributions locales aux rétroactions globales.
D'autres recherches ont été menées en 2012 à la Jacobs School of Engineering de l'Université de Californie à San Diego sur l'interaction entre les chaussées réfléchissantes et les bâtiments. Elles ont révélé que le rayonnement solaire se reflète sur les chaussées de couleur claire et peut faire augmenter la température dans les bâtiments voisins, augmentant les demandes de climatisation et la consommation d'énergie, à moins que les bâtiments voisins ne soient équipés de verre réfléchissant ou d'autres facteurs d'atténuation.
En 2014, une équipe de chercheurs, dirigée par Matei Georgescu, professeur adjoint à la School of Geographical Sciences and Urban Planning de l'Université d'État de l'Arizona et chercheur principal en durabilité au Global Institute of Sustainability, a exploré l'efficacité des méthodes d'adaptation visant à réduire le réchauffement dû à l'expansion urbaine. Les résultats de l'étude indiquent que la performance de ces méthodes d'adaptation peut contrecarrer cette augmentation de la température, mais varie également selon les saisons et selon les emplacements géographiques.
Les résultats obtenus dans la callée centrale de Californie, différent dans d'autres états des Etats-Unis, comme la Floride. Les conséquences sont a évaluer au-delà des températures proches de la surface, d'autres conséquences comme le niveau de précipitations et la demande d'énergie, révèlent des compromis importants qui sont souvent ignorés. Les toits réflectifs se sont avérés particulièrement efficaces pour certaines zones pendant l'été. Cependant, pendant l'hiver, ils peuvent engendrer un besoin de chauffage supplémentaire pour maintenir les niveaux de confort. En Floride, et dans une moindre mesure dans les États du sud-ouest, les toits réflectifs ont un effet très différent. "En Floride, nos simulations indiquent une réduction significative des précipitations", a-t-il déclaré. "Le déploiement de toits réflectifs entraîne une réduction de 2 à 4 millimètres par jour des précipitations, une quantité considérable (près de 50 %) qui aura des implications sur la disponibilité de l'eau, la réduction du débit des cours d'eau et des conséquences négatives sur les écosystèmes. Pour la Floride, les toits réflectifs ne sont peut-être pas le moyen optimal de lutter contre l'îlot de chaleur urbain en raison de ces conséquences imprévues. » Dans l'ensemble, les chercheurs suggèrent que des choix judicieux en matière de planification et de conception devraient être envisagés pour tenter de contrer la hausse des températures causée par l'étalement urbain et les gaz à effet de serre. Ils ajoutent que "le changement climatique induit par les villes dépend de facteurs géographiques spécifiques qui doivent être évalués lors du choix d'approches optimales, par opposition à des solutions universelles".

#### Propriétés
Lorsque la lumière du soleil frappe un toit sombre, environ 15 % de celle-ci est réfléchie vers le ciel, mais la majeure partie de son énergie est absorbée par la toiture sous forme de chaleur. Les toits dits réflectifs reflètent beaucoup plus la lumière du soleil et absorbent moins de chaleur que les toits traditionnels de couleur foncée.
Deux indices permettent de mesurer et comparer les effets des toitures réflectives:
- La réflexion solaire, également appelée albédo, est la capacité à réfléchir la lumière du soleil. Il est exprimé soit en fraction décimale, soit en pourcentage. Une valeur de 0 indique que la surface absorbe tout le rayonnement solaire et une valeur de 1 (ou 100 %) représente la réflectivité totale.
- L'émittance thermique est la capacité à émettre la chaleur absorbée. Il s'exprime également soit en fraction décimale entre 0 et 1, soit en pourcentage.

Une autre méthode d'évaluation est l'indice de réflexion solaire (SRI - solar reflectance index), qui intègre à la fois la réflexion solaire et l'émittance en une seule valeur. Le SRI mesure la capacité du toit à rejeter la chaleur solaire, définie de telle sorte qu'un noir standard (réflectance 0,05, émittance 0,90) est de 0 et un blanc standard (réflectance 0,80, émittance 0,90) est de 100.
Le SRI d'un miroir parfait est d'environ 122, il n'absorbe pas la lumière du soleil et a une très faible émissivité. Le seul matériau pratique qui se rapproche de ce niveau est l'acier inoxydable avec un SRI de 112. Les toits à haute réflectivité et à faible émissivité maintiennent une température très proche de la température ambiante à tout moment, empêchant les gains de chaleur dans les climats chauds et minimisant les pertes de chaleur dans les climats froids. Les toits à haute émissivité ont une perte de chaleur beaucoup plus élevée dans les climats froids pour les mêmes valeurs d'isolation.

### Voitures
Les voitures à réflexion solaire ou les voitures froides reflètent plus de lumière solaire que les voitures sombres, ce qui réduit la quantité de chaleur transmise à l'intérieur de la voiture. Par conséquent, il contribue à réduire le besoin de climatisation, la consommation de carburant et les émissions de gaz à effet de serre et de polluants atmosphériques urbains.

### Revêtements de sol et trottoirs frais
Les parkings de couleur froide sont des parkings réalisés avec une couche de peinture réfléchissante. Les chaussées froides conçues pour refléter le rayonnement solaire peuvent utiliser des mélanges modifiés, des revêtements réfléchissants, des chaussées perméables et des chaussées végétalisées.

## Variables climatiques

### Toits réflectifs
Dans certains climats où il y a plus de jours de chauffage que de jours avec besoin de refroidissement, les toits blancs réfléchissants peuvent ne pas être efficaces en termes d'efficacité énergétique ou d'économies d'énergie, car les économies sur la consommation d'énergie de refroidissement peuvent être compensées par les pénalités de chauffage en hiver.

## Applications

### Toits réflectifs
Dans une étude fédérale de 2001, le Lawrence Berkeley National Laboratory (LBNL) a mesuré et calculé la réduction de la demande énergétique de pointe associée à la réflectance de surface d'un toit réflectif. Il a été constaté que, par rapport à la membrane de toiture en caoutchouc noir d'origine sur l'immeuble de commerce de détail du Texas étudié, une membrane de vinyle modernisée entraînait une diminution moyenne de 24 °C (43 °F) de la température de surface, une diminution de 11 % de la consommation globale d'énergie de climatisation et une baisse correspondante de 14 % de la demande aux heures de pointe. La température estivale moyenne quotidienne de la surface du toit noir était de 75 degrés Celsius (167 °F), mais une fois équipé d'une surface réfléchissante blanche, il mesurait 52 degrés Celsius (125,6 °F) . Sans tenir compte des avantages fiscaux ou des autres frais de services publics, les dépenses énergétiques annuelles ont été réduites de 7 200 $ ou 0,07 $/pied carré. (Ce chiffre concerne les coûts d'énergie ainsi que les frais de demande de pointe).
Les instruments ont mesuré les conditions météorologiques sur le toit, les températures à l'intérieur du bâtiment et dans toutes les couches du toit, ainsi que la climatisation et la consommation électrique totale du bâtiment. Les mesures ont été prises avec la membrane de toiture en caoutchouc noir d'origine, puis après son remplacement par un toit en vinyle blanc avec les mêmes systèmes d'isolation et de CVC en place.
Bien qu'une année complète de données réelles ait été collectée, en raison d'aberrations dans les données, un mois de données a été exclu ainsi que plusieurs autres jours qui ne correspondaient pas aux paramètres de l'étude. Seuls 36 jours continus de pré-rénovation ont été utilisés et seulement 28 jours d'exploitation non continus ont été utilisés pour la période post-rénovation.
Une autre étude de cas, menée en 2009 et publiée en 2011, a été réalisée par Ashley-McGraw Architects et CDH Energy Corp pour le département correctionnel du comté d'Onondaga, à Jamesville, New York, a évalué la performance énergétique d'un toit vert ou végétal, un EPDM sombre toit et un toit en TPO blanc réfléchissant. Les résultats mesurés ont montré que les systèmes de toit TPO et végétalisé avaient des températures de toit beaucoup plus basses que la surface EPDM conventionnelle. La réduction de l'absorption solaire a réduit les gains solaires en été mais a également augmenté les pertes de chaleur pendant la saison de chauffage. Comparé à la membrane EPDM, le toit en TPO avait des pertes de chaleur 30 % plus élevées et le toit végétal avait des pertes 23% plus élevées.

#### Programmes promotionnels

##### Cool Roofs Europe
Le European Cool Roof Council est cofinancé par l'Union européenne dans le cadre du programme Intelligent Energy Europe.
L'objectif de l'organisme est de créer et de mettre en œuvre un plan d'action de développement des toits rafraîchissants dans l'Union. Les objectifs sont de soutenir l'élaboration de politiques en transférant l'expérience et en améliorant la compréhension des contributions réelles et potentielles des toits rafraîchissants à la consommation de chauffage et de refroidissement dans l'UE ; supprimer et simplifier les procédures d'intégration des toitures froides dans la construction et le parc immobilier ; modifier le comportement des décideurs et des parties prenantes afin d'améliorer l'acceptabilité des toitures fraîches ; diffuser et promouvoir le développement de législations, de codes, de permis et de normes innovants, y compris les procédures de demande, les permis de construire et d'urbanisme concernant les toitures réflectives.

## Effet d'îlot de chaleur urbain
Un îlot de chaleur urbain se produit lorsque la combinaison d'infrastructures absorbant la chaleur telles que des parkings et des chaussées en asphalte sombre et des étendues de toits noirs, associée à une végétation clairsemée, augmente la température de l'air de 1 to 3 °C (1,8 à 5,4 °F) supérieure à la température de la campagne environnante,.
Les programmes de construction durable préconisent l'utilisation de toitures fraîches pour atténuer l'effet d'îlot de chaleur urbain et la qualité de l'air qui en résulte (sous forme de smog) qui en résulte. En réfléchissant la lumière du soleil, les toits de couleur claire minimisent l'augmentation de la température et réduisent la consommation d'énergie de refroidissement et la formation de smog. Une étude de LBNL a montré que si des stratégies pour atténuer cet effet, y compris des toits frais, étaient largement adoptées, la région métropolitaine du Grand Toronto pourrait économiser plus de 11 millions de dollars par an sur les coûts énergétiques.